# 하프라이프 2: 데스매치
《하프라이프 2: 데스매치》(영어: Half-Life 2: Deathmatch)는 밸브 코퍼레이션에서 개발한 1인칭 슈팅 게임이다. 2004년 11월 30일에 스팀을 통해 발매되었다. 이 게임은 현재 USD 9.95에 판매되고 있으며, 비슷한 게임들을 포함한 5개의 다른 패키지를 통해서도 판매한다. 2007년 5월 30일 밸브에서는 레이디언 소유자에게 하프라이프 2: 로스트 코스트와 하프라이프 2: 데스매치를 무료로 이용할 수 있도록 하였다. 하지만 나중에 소스 SDK를 제외한 무료 버전이 공개되었다. 2008년 1월 10일 지포스 사용자들도 하프라이프 2: 로스트 코스트, 포털: 퍼스트 슬라이스(포탈의 공식 데모)와 함께 하프라이프 2: 데스매치를 무료로 다운로드할 수 있게 되었다.

## 게임플레이

### 데스매치
데스매치 모드에서는 퀘이크, 둠 또는 언리얼 토너먼트 같은 데스매치 모드를 플레이할 수 있는 다른 게임에서 보인 기능보다 더 많은 기능을 선보인다. 가장 대표적인 것은 즉시 리스폰, 특정한 스폰 지점에서의 무기 흭득, 특별한 능력(약진, 플래시 등) 같은 것들이다.
데스매치의 목적은 간단하다. 플레이어는 다른 플레이어를 죽여 점수를 얻어야 한다. 그리고 플레이어가 자살할 경우 포인트를 잃게 된다. 플레이어가 다른 이에 의해 죽게 될 경우, 체력 100 포인트와 기본 무기와 함께 리스폰된다. 그러나 죽기 전에 가지고 있던 탄약 및 모든 무기를 잃게 된다.

### 팀 데스매치
팀 데스매치 모드에서는 플레이어들이 하프라이프 2에 나왔던 등장인물 그대로인 반시민(빨간색)과 콤바인(파란색) 팀으로 나뉘게 된다. 게임이 진행되는 방식은 데스매치 모드와 같다. 다만, 플레이어 한 명이 라운드에서 이기는 대신 높은 점수를 얻은 팀이 이기고, "팀킬이 안 되며, 모든 팀원이 죽었을 경우 그 즉시 플레이어는 1점을 잃게 된다.
플레이어가 '반시민' 모델을 선택했을 경우, '반시민' 팀에 참여하거나 자동적으로 임의의 콤바인 모델 중에 하나가 선택되어 '콤바인' 팀에 참여하게 된다. 그렇지만 플레이어가 이 캐릭터를 싫어할 경우 리스트에서 다른 하나를 선택할 수 있다.
팀의 균형이 맞지 않고 서버에서 "팀 밸런스" 기능을 켰을 경우, 서버에 새로 들어오는 플레이어는 팀원이 적은 팀으로 가게 된다.